# Martinuskerk (Giekerk)
De Martinuskerk is een kerkgebouw in Giekerk in de Nederlandse provincie Friesland. Het kerkgebouw is een rijksmonument.

## Beschrijving
De kerk was oorspronkelijk gewijd aan de heilige Martinus. De eenbeukige kerk uit de 12e eeuw heeft nog delen van tufsteen van een eerdere kerk, waaronder het vijfzijdig koor dat voorzien is van een rondboogfries. De kerk werd in de 16e eeuw verhoogd en voorzien van een houten tongewelf. Uit de 18e eeuw zijn de vensters aan de zuidzijde, de overhuifde herenbank en enkele rouwborden. De oude preekstoel ging in 1937 na een brand verloren. De oude zadeldaktoren is in 1869 vervangen door een nieuwe geveltoren aan de westzijde. De luidklok uit 1809 werd door de Duitse bezetter gevorderd en in 1948 vervangen. Het orgel uit 1896 is gemaakt door Bakker & Timmenga.

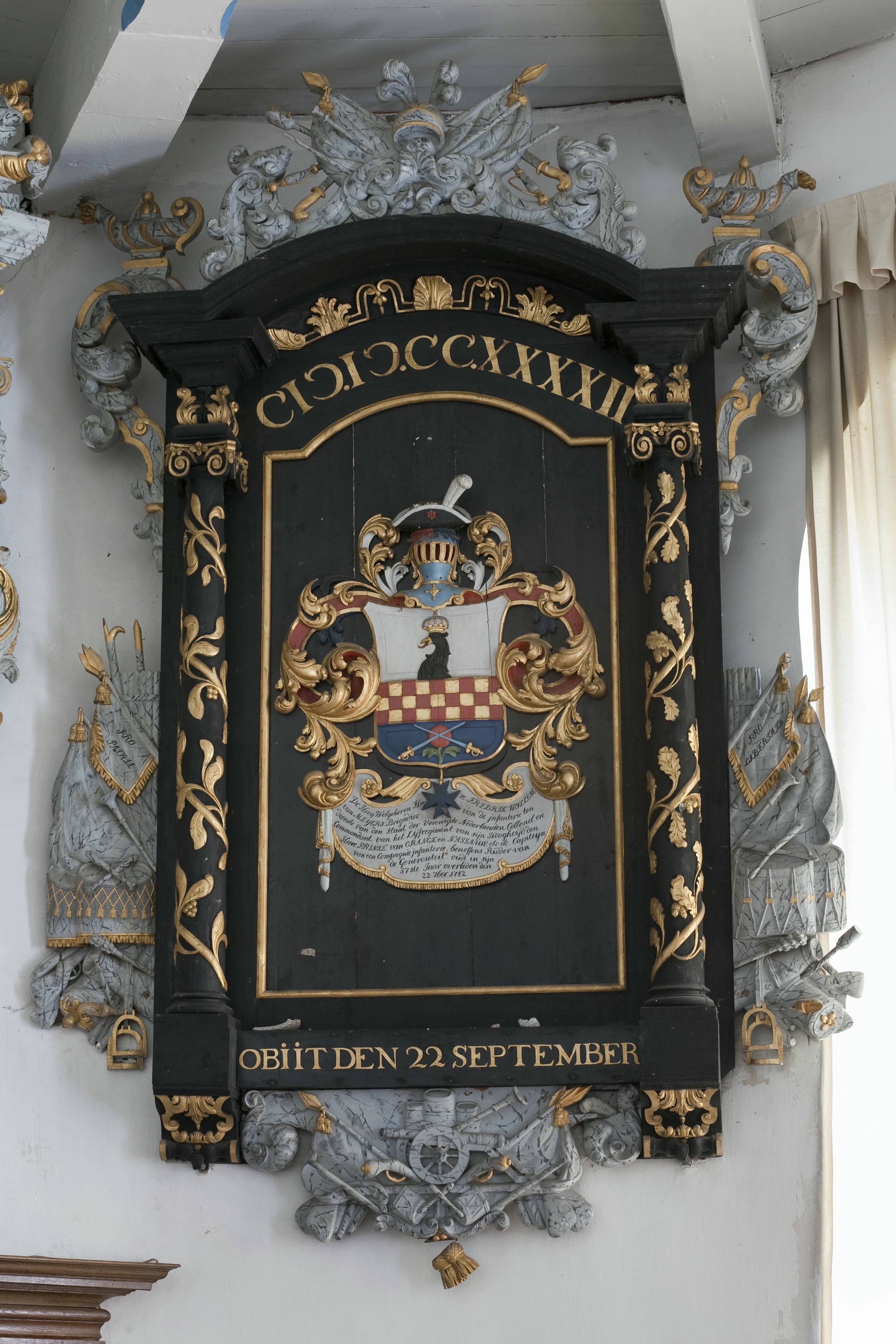
Rouwbord
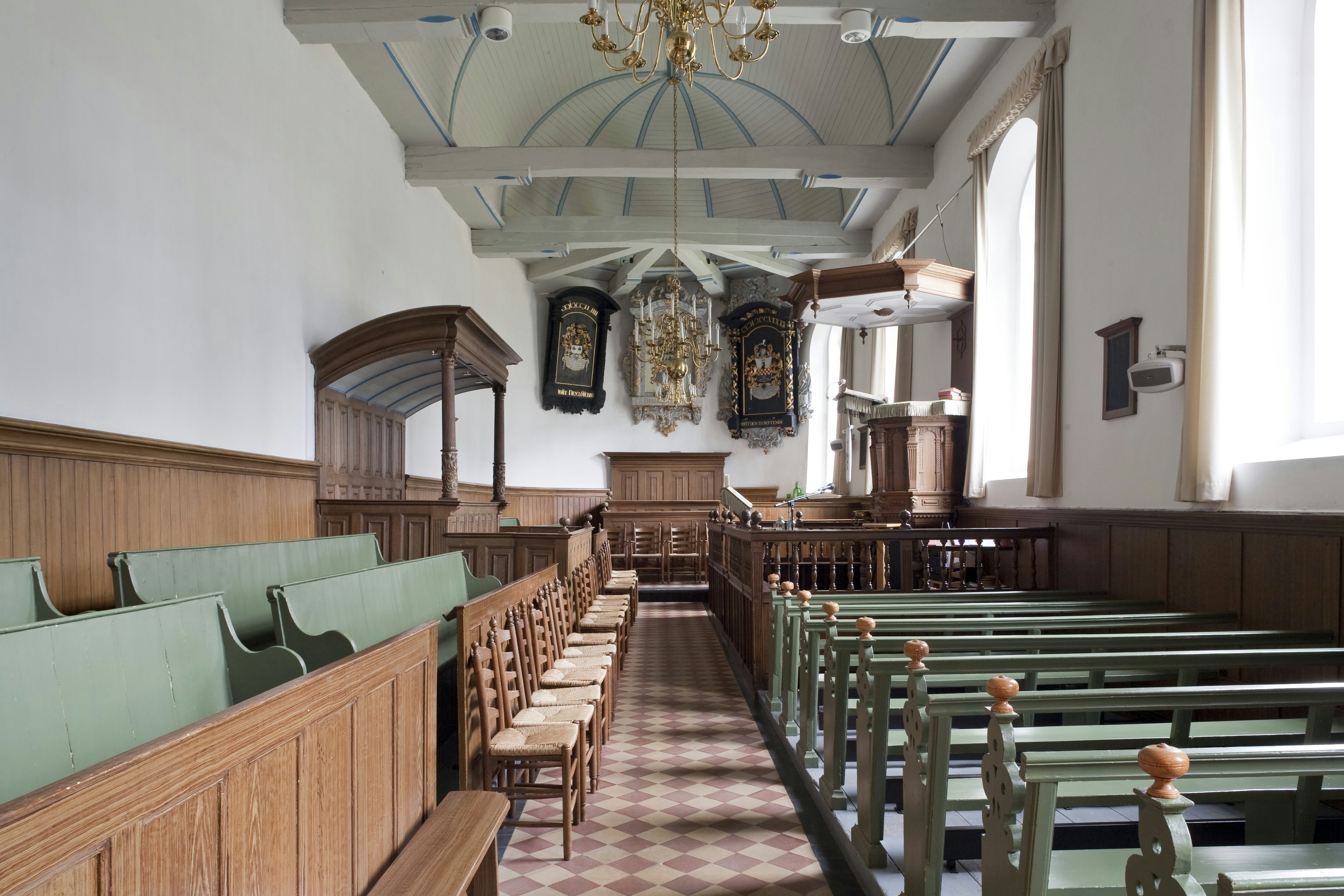
Interieur (2008)